# Überland-Kraftpost Haifa–Bagdad
Die Überland-Kraftpost Haifa–Bagdad verkehrte in den 1920er Jahren einmal wöchentlich (jeden Donnerstag) von Haifa über Damaskus nach Bagdad. Mit ihr wurde regelmäßig Briefpost befördert, die die Bahnpost München–Kufstein über die Strecken Bahnstrecke München–Rosenheim und Bahnstrecke Rosenheim–Kufstein Grenze jeden Donnerstag für Bagdad absandte. Die Beförderungsdauer von München nach Bagdad betrug Mitte der 1920er Jahre neun bis zehn Tage. In die mit der Überland-Kraftpost zu befördernde Briefpost wurden gewöhnliche und eingeschriebene Briefsendungen in das Mandatsgebiet Mesopotamien und einige Orte in Südwestpersien aufgenommen, wenn sie den auffallenden Vermerk „By overland Mail Haifa–Bagdad“ trugen und wenn neben der gewöhnlichen Gebühr die für diese Sendungen festgesetzte besondere Zuschlaggebühr in Freimarken auf ihnen verrechnet war. Die Überland-Kraftpost brachte in den Wochen, in denen die Luftpost Kairo–Bagdad nicht verkehrte, gegenüber der Luftpostbeförderung einen solchen Zeitgewinn, dass die Sendungen etwa fünf Tage früher als mit der nächsten Luftpost nach Bagdad gelangten. In den anderen Wochen bot die Luftpost gegenüber der Überland-Kraftpost einen Zeitgewinn von etwa zwei Tagen.